# John Wesley Harding (album)
John Wesley Harding is het achtste studioalbum van Bob Dylan. Het werd uitgebracht op 27 december 1967. Voorgangers Bringing It All Back Home, Highway 61 Revisited en Blonde on Blonde markeerden Dylans overgang naar de rockmuziek, met John Wesley Harding brengt Dylan een album met rustige en beschouwelijke nummers met een begeleiding van slechts 3 sessiemuzikanten: Charlie McCoy op basgitaar, Kenny Buttrey op drums en op twee nummers speelt Pete Drake mee op steelgitaar. McCoy en Buttrey speelden al mee op Blonde on Blonde, Drake werd op suggestie van producer Bob Johnston ingehuurd. John Wesley Harding is Dylans eerste album na zijn motorongeluk en de daar opvolgende herstelperiode waarin hij veel las, zowel in de Bijbel als in het songbook van Hank Williams.

## Songwriting
Dylan schreef de nummers in de gedwongen rustperiode thuis en in de trein van zijn huis naar Nashville. In vrijwel alle nummers wordt er verwezen naar bijbelcitaten, voornamelijk uit het Oude Testament. De teksten zijn minder surrealistisch als die van zijn vorige albums. Met uitzondering van "The Ballad of Frankie Lee and Judas Priest" zijn de nummers kort en bevatten meestal drie coupletten, zonder refreinen, soms  afgewisseld met een mondharmonicacouplet. "I'll Be Your Baby Tonight" heeft een extra couplet. Het album en de titelsong is vernoemd naar John Wesley Hardin, een outlaw en revolverheld uit het wilde westen. Harding in plaats van Hardin is een schrijffout.

## Opname
De opnamen voor het album vonden plaats in drie sessies, achtereenvolgens op 17 oktober en 6 en 29 november 1967 in de Columbiastudio in Nashville. In totaal namen de sessies nog geen tien uur of minder dan 13 uur in beslag. De keuze voor de kleine bezetting had ook een financiële achtergrond. Hoewel zijn nieuwe contract met Columbia gunstig was, waren de royalty's voor zijn albums slechts vier procent, waarvan hij ook zijn band moest betalen.

## Nummers
- "John Wesley Harding" is een liedje over een soort Robin Hood, die buiten de wet stond maar alleen maar goeds deed.
- "As I Went Out One Morning" is een liedje over een geketende vrouw bij Tom Paine, een revolutionair en gids bij de oprichting van de Verenigde Staten.
- "I Dreamed I Saw St. Augustine" is een ballade over een droom waarin kerkvader Augustinus van Hippo verschijnt.
- "All Along the Watchtower" is een gesprek tussen een nar en een dief, de een steelt en de ander wordt niet serieus genomen. Het nummer is beroemd geworden in de versie van Jimi Hendrix.
- "The Ballad of Frankie Lee and Judas Priest" is een meer dan 5 minuten lange ballade van 11 coupletten over de keuze tussen geld en de eeuwigheid.
- "Drifter's Escape" is een eerbetoon aan 'Luke the Drifter', de bijnaam van Hank Williams.
- "Dear Landlord" is een pianoblues, waarschijnlijk geïnspireerd op het sluimerende conflict tussen Dylan en zijn manager Grossman.
- "I Am a Lonesome Hobo" is een bluesnummer over een zwerver die aan het eind van zijn leven terugblikt.
- "I Pity the Poor Immigrant" is een pessimistisch nummer waarin de immigranten op vele manieren geïnterpreteerd zijn, zoals zijnde de arbeiders in de mijnen uit Dylans jeugd en de zondaars uit bijbelboek Leviticus.[4]
- "The Wicked Messenger" is een blues met een op de bijbel geïnspireerde tekst.
- "Down Along the Cove" is een pianoblues over de liefde, gericht aan zijn vrouw Sara en aan zijn kinderen.[5]
- "I'll Be Your Baby Tonight" is een liefdesballade.

## Albumhoes
De albumhoes toont een polaroid-opname in de tuin van Albert en Sally Grossman gemaakt door John Berg. Op de foto Dylan geflankeerd door twee Bengaalse muzikanten en een plaatselijke timmerman.

## Hitnoteringen
Het album kwam vier weken na verschijningsdatum binnen in de Billboard 200 op 27 januari 1968 en bereikte na vier weken de tweede plaats. Op verzoek van Dylan had CBS geen advertentiecampagne gekoppeld aan de verschijning van het album. In het Verenigd Koninkrijk bereikte het album nummer 1 in de UK Albums Chart, in Nederland begon de lp-top 100 pas in juni 1969.
Van het album werden twee singles getrokken: "All Along the Watchtower" gekoppeld met "I'll Be Your Baby Tonight", dat de hitparade niet haalde en "I Threw It All Away" gekoppeld met  "Drifter's Escape" dat niet verder kwam dan een 85e positie. De versie van "All Along the Watchtower" door Jimi Hendrix bereikte een 20e plaats op de Billboard top 100.
- MusicBrainz release group: 32981714-597a-32dd-9f29-b2f7566fed89